# Björn Clemens
Björn Clemens (* 12. April 1967 in Düsseldorf) ist ein deutscher Rechtsanwalt und Publizist, der vor allem als Strafverteidiger von Rechtsextremisten Bekanntheit erlangte. Viele Jahre war er darüber hinaus in der Politik aktiv.

## Beruflicher Werdegang
Björn Clemens studierte Rechtswissenschaften in Marburg und Gießen. Während seines Studiums wurde er Mitglied der Marburger Burschenschaft Rheinfranken. Nach dem zweiten juristischen Staatsexamen fungierte er zunächst in Stuttgart als parlamentarischer Berater der dortigen Republikaner-Landtagsfraktion. Seit 2000 ist Clemens als selbstständiger Rechtsanwalt mit eigener Kanzlei in Düsseldorf tätig. 2003 wurde er zum Fachanwalt für Verwaltungsrecht ernannt.
2005 wurde Clemens bei Georg Freund mit seiner Arbeit „Der Begriff des Angriffskrieges und die Funktion seiner Strafbarkeit“ an der Philipps-Universität Marburg zum Doktor der Rechte promoviert. Die Arbeit erschien als Heft 166 in der Reihe Schriften zum Strafrecht des Berliner Wissenschaftsverlages Duncker & Humblot. Christian Hillgruber bewertete die Schrift als „weniger rechtswissenschaftliche Dissertation als vielmehr polemische Streitschrift“. Dennoch komme der Schrift ein Verdienst zu: „nochmals auf die Schwierigkeiten einer rechtsstaatlichen Bestimmtheitsanforderungen genügenden Angriffsdefinition und die damit verbundene Fragwürdigkeit des Versuchs einer Pönalisierung des (welchen?) Krieges aufmerksam gemacht zu haben.“ So plädiert Clemens unter anderem dafür, den Begriff des Angriffskrieges im Grundgesetz „entweder anzupassen oder abzuschaffen“, der Begriff kodifiziere die „geschichtspolitische Auffassung von Deutschland als einer kriegerischen Störernation“.
Im April 2023 gab er der juristischen Fachzeitschrift „Berliner Anwaltsblatt“ ein Interview zum Thema Strafverteidigung von Mandanten, die das deutsche Rechtssystem ablehnen. Nach medialer Kritik distanzierte sich die Redaktion der Zeitschrift im Nachhinein von der Veröffentlichung.

### Bekannte Mandate
2010 verteidigte er den NPD-Funktionär Udo Pastörs.
Im Sommer 2012 vertrat er Norbert Weidner bei dessen Bemühen, ein Unterlassungsurteil gegen ein anderes Mitglied seiner Burschenschaft zu erwirken.
Seit 2012 verteidigte er vor der Staatsschutzkammer des LG Koblenz im Aktionsbüro-Mittelrhein-Prozess, der sich zu einem der umfangreichsten Prozesse in der bundesdeutschen Justizgeschichte entwickelt hatte und nach drei Hauptverfahren 2019 eingestellt wurde. Clemens erhielt Aufmerksamkeit, weil er dort einen Antrag in Gedichtform vortrug.
Im Streit um das Demonstrationsrecht vertrat er 2015 die Neonazi-Aktivistin Melanie Dittmer, Veranstalterin von Dügida, des Düsseldorfer Ablegers von Pegida, im Streit gegen die Stadtverwaltung. Clemens zog bis vor das Bundesverwaltungsgericht und erreichte, dass der Aufruf des damaligen Oberbürgermeisters Thomas Geisel, sich an Gegendemonstrationen zu beteiligen und die Beleuchtung an städtischen Gebäuden auszuschalten, nachträglich für rechtswidrig erklärt wurde.
Anfang 2018 war er kurzzeitig Wahlverteidiger des im NSU-Prozess angeklagten Thüringer Neonazis André Eminger.
Er war neben Nicole Schneiders einer der beiden Anwälte des wegen Beihilfe angeklagten Markus H. im medial vielbeachteten Prozess um den Mordfall Walter Lübcke vor dem Oberlandesgericht Frankfurt am Main und erreichte schließlich einen Freispruch für seinen Mandanten.
2022/23 vertrat Clemens den Bürgermeister der thüringischen Stadt Bad Lobenstein Thomas Weigelt, der durch das Landratsamt des Saale-Orla-Kreises vorläufig von seinem Amt suspendiert worden war.
Im Sommer 2024 vertrat er den AfD-Bundestagsabgeordneten Matthias Helferich in einem Verfahren gegen einen ehemaligen V-Mann und AfD-Anwärter.

## Politischer Werdegang

### 1993 bis 2007: Mitgliedschaft in der Partei Die Republikaner
Schon während seines Studiums trat Clemens in die Partei Die Republikaner (REP) ein. Er gründete 1993 die REP-Jugend des hessischen Landesverbandes und vertrat die Partei Anfang der 1990er Jahre im Kreistag von Gießen. In Düsseldorf kandidierte er im September 1999 auf Platz 2 der Düsseldorfer REP-Liste zum Stadtrat, verfehlte jedoch den Einzug in den Rat, da nur ein Platz besetzt werden konnte. 2002 wurde Clemens zum stellvertretenden Bundesvorsitzenden der REP gewählt. In dieser Funktion avancierte er zu einem der profiliertesten Kritiker des amtierenden REP-Bundesvorsitzenden Rolf Schlierer. Schlierer wollte die REP zu einer bürgerlich-rechtskonservativen Partei umgestalten und sie als potentiellen Koalitionspartner der Unionsparteien etablieren. Clemens kritisierte, dieser Kurs habe die REP in die politische Bedeutungslosigkeit geführt. Im Gegensatz zu Schlierer trat er, nach eigener Darstellung, für eine Rückbesinnung der Partei auf das Werk des Parteigründers Franz Schönhuber ein. Insbesondere galt Clemens als der wichtigste Befürworter einer Annäherung der Partei an die NPD. So forderte Clemens Wahlabsprachen mit dem Deutschlandpakt von NPD und DVU. Mit dieser Forderung kandidierte er auf dem REP-Bundesparteitag im November 2006 gegen Schlierer, fand jedoch keine Mehrheit und verließ daraufhin die Partei, die er als „Totenschiff“ bezeichnete.

### Ab 2007: Parteiloser Aktivist und Publizist
Nach seinem Ausscheiden bei den REP engagiert sich Björn Clemens als parteiloser Aktivist und Publizist. So tritt er als Redner bei Saalveranstaltungen und Demonstrationen des gesamten rechtspopulistischen bis rechtsextremen Spektrums der Bundesrepublik auf, etwa bei der „Bürgerbewegung pro Köln“, der NPD, der DVU, der revisionistischen „Gesellschaft für freie Publizistik“, für deren Publikationen er zudem wirbt, und der „Jungen Landsmannschaft Ostdeutschland“ (JLO). Im Februar 2008 war Clemens einer der Hauptredner auf dem jährlichen JLO-Trauermarsch anlässlich des Jahrestages der Luftangriffe auf Dresden im Zweiten Weltkrieg. Vor über 6000 Teilnehmern sprach er unter dem Motto „Unsere Mauern konntet Ihr brechen, unsere Herzen nicht“. Durch seine Auftritte bei den verschiedensten Parteien und Organisationen gilt Clemens mittlerweile als eine der wenigen Integrationsfiguren innerhalb der ansonsten zerstrittenen rechten Szene der Bundesrepublik.
Auch nahm Clemens im September 2007 auf Einladung der Fraktion „Identität, Tradition, Souveränität“ an einem Treffen deutscher Rechtspopulisten und Rechtsextremisten im Europäischen Parlament in Straßburg teil. Bei der von dem österreichischen Europaabgeordneten Andreas Mölzer (FPÖ) organisierten Zusammenkunft waren unter anderen auch der NPD-Bundesvorsitzende Udo Voigt, der DVU-Bundesvorsitzende Gerhard Frey sowie Clemens’ früherer Rivale, REP-Chef Rolf Schlierer, anwesend.
Bereits zu seiner REP-Zeit veröffentlichte Clemens sporadisch Aufsätze, etwa in den Burschenschaftlichen Blättern, der Wochenzeitung Junge Freiheit sowie dem rechtsextremistischen Monatsheft Nation und Europa. Ab 2008 verstärkte Clemens seine publizistische Tätigkeit. Im März 2008 gab er die Gedichtsammlung Schwarze Fackel heraus; nach eigenen Worten ist sie eine „zynische Abrechnung mit den Entartungen des Gegenwartsliberalismus“. Daneben erschienen verschiedene Beiträge von ihm in Sammelbänden, unter anderem „Gesinnungsjustiz, Begriff und Erscheinung“ in dem Jahrbuch 2007 der rechtsextremistischen Gesellschaft für freie Publizistik sowie „Preußen im Lichte des Staats- und Völkerrechts“ in den von der JLO herausgegebenen Preußischen Signalen.
2010 veröffentlichte Clemens einen politisch-philosophischen Essay unter dem Titel „Abendbläue – Die Typologie der Stunde Null“. Dem Buch ist ein Geleitwort von Hans-Dietrich Sander vorangestellt. In seinem bisherigen Hauptwerk stellt Clemens die Entwicklung Deutschlands seit 1945 als politischen und kulturellen Niedergang dar. Ursache sei das vom Liberalismus und dem „Geist der Stunde Null“ geprägte System der Bundesrepublik, welches deshalb auf den Prüfstand gestellt gehöre. Joachim Paul verfasste in den Burschenschaftlichen Blättern eine Rezension.

## Privates
Nach Bekanntwerden seiner Mitgliedschaft und darauffolgenden Protesten ist Clemens Anfang 2020 aus dem Düsseldorfer Karnevalsverein „Narrencollegium“ ausgetreten.
Neben seiner seit Studientagen bestehenden Mitgliedschaft in der Marburger Burschenschaft Rheinfranken wurde Clemens zusätzlich Alter Herr der Alten Halleschen Burschenschaft Rhenania-Saliniga zu Düsseldorf.

## Schriften

### Monografien
- Der Begriff des Angriffskrieges und die Funktion seiner Strafbarkeit. Duncker & Humblot, Berlin 2005, ISBN 3-428-11815-4.
- Schwarze Fackel. Aula-Verlag, Graz 2008, ISBN 978-3-900968-08-3.
- Abendbläue – Die Typologie der Stunde Null. Kyffhäuser-Faksimile-Verlag, Mengerskirchen 2010, ISBN 978-3-941348-73-8.
- Pascal Ormunait – Ein deutscher Justizroman. Telesma-Verlag, Treuenbrietzen 2013, ISBN 978-3-941094-07-9.
- Triage – Licht aus Schatten. Metapol-Verlag, Berlin 2021, ISBN 978-3-949653-00-1

- April, April – Wahre Geschichten aus einem falschen Land, Metapol-Verlag, Berlin 2023, ISBN 978-3-949653-03-2.

### Aufsätze
- Der auflösende Imperativ. Multikulturelle Zustände als Sprengsatz jeglicher Rechtsordnung. In: Heiko Luge (Hrsg.): Grenzgänge. Liber amicorum für den nationalen Dissidenten Hans-Dietrich Sander zum 80. Geburtstag. Ares-Verlag, Graz 2008, ISBN 978-3-902475-60-2, S. 257–274